# جواز سفر جيرزي
جواز السفر جيرزي هو جواز سفر بريطاني يصدر من قبل مكتب الجوازات التابع لحكومة جيرزي في ساينت هيلير للمواطنين البريطانيين.

## روابط خارجية
- الموقع الرسمي